# Гасик Михайло Іванович
Михайло Іванович Гасик (*30 червня 1929 - 5 січня 2021) — український учений в галузі електрометалургії. Доктор технічних наук, професор. Академік НАН України. Академік АН ВШ України з 1994 р.

## Біографія
Народився у с. Семенівка Пологівського району Запорізької області. У 1954 р. закінчив Дніпропетровський металургійний інститут (ДМетІ). При розподілі рекомендований на наукову роботу у ДМетІ, де постійно працює понад 50 років. У 1961 р. захистив кандидатську, в 1968 р. — докторську дисертацію. З 1968 р. — доцент, із 1969 р. — професор, із 1973 р. — завідувач кафедри електрометалургії, з 1976 р. по 1987 р. — декан створеного у ДМетІ за його активної участі єдиного в Україні електрометалургійного факультету. З 1982 р. — чл.-кор. АН УРСР, з 1990 р. — академік НАН України.

## Наукова діяльність
Наукові інтереси — в галузі електрометалургії спеціальних сталей, сплавів і феросплавів, а також електротермії неорганічних матеріалів різного функціонального призначення. Виконані фундаментальні фізико-хімічні дослідження високотемпературних процесів в металевих, оксидних системах на основі марганцю, хрому, кремнію, алюмінію, а також карбідних і нітридних систем В-С, B-N, Si-C; розроблені ефективні технології рафінування рідких і твердих феросплавів у вакуумі, виплавки високолегованих сталей і сплавів для енергетичного машинобудування, нафтогазової промисловості, транспортного машинобудування. Більшість наукових розробок впроваджено в промислове виробництво з великим економічним ефектом.

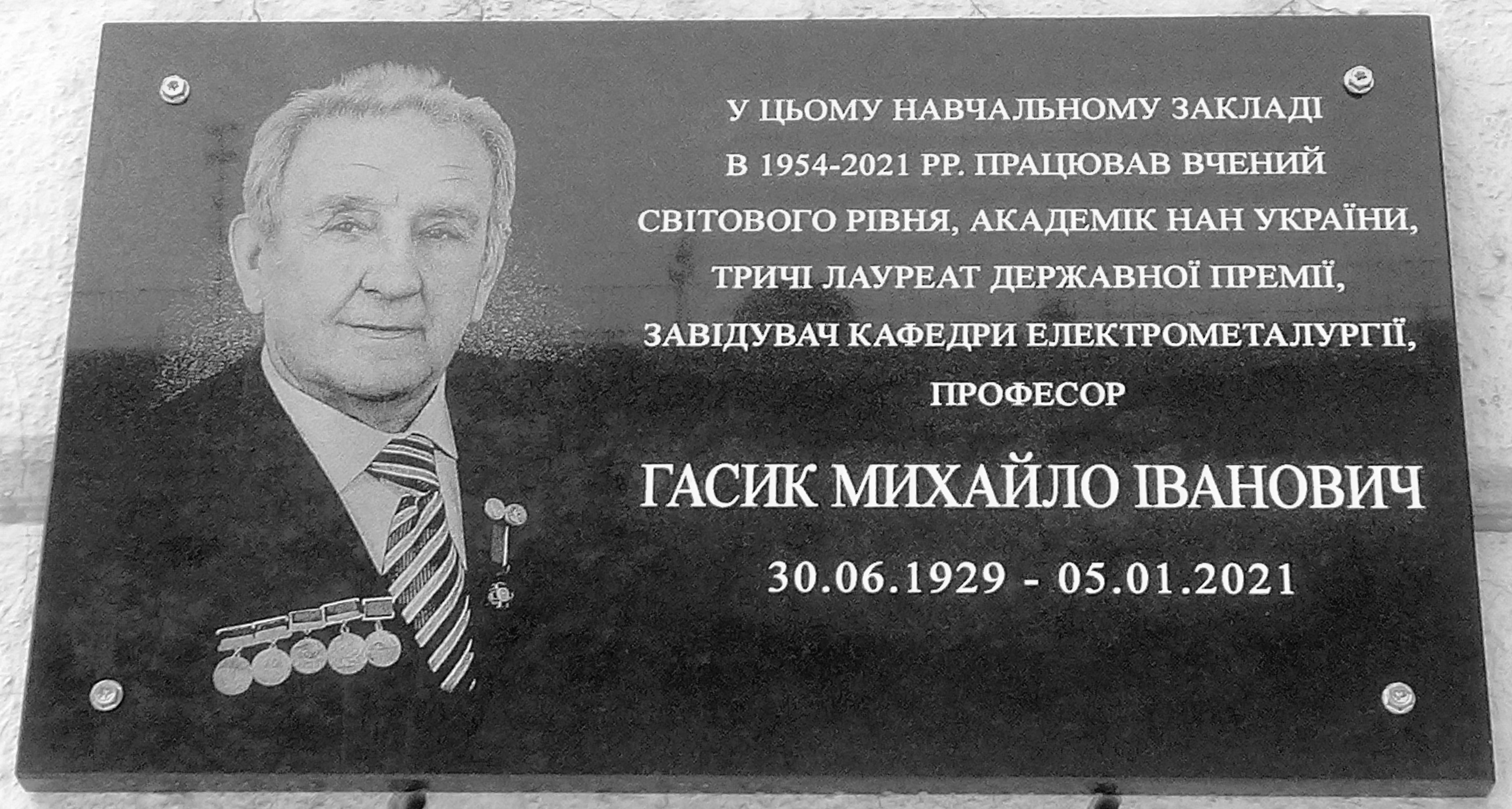
Меморіальна дошка М. І. Гасику на фасаді будівлі Національної металургійної академії України в Дніпрі

Опублікував понад 500 наукових робіт, зокрема 24 монографії та підручники, має 182 авторських свідоцтва та патенти на винаходи. Підручник «Теория и технология получения ферросплавов» виданий у КНР (1996), а монографія «Metallurgy of Chromium» (1996) — у США. Монографія «Марганец» (1990) відзначена премією НАН України ім. Є. О. Патона, а «Металлургия хрома» (1999) — Нагородою Ярослава Мудрого АН ВШ України (2001).
Підготував 12 докторів і 42 кандидати наук. Член спеціалізованої ради з ліцензування і акредитації ВНЗ гірничо-металургійного напряму, заст. голови науково-методичної комісії з напряму «Металургія» МОН України.

## Нагороди
Нагороджений Почесною грамотою Верховної Ради УРСР (1977), тричі лауреат Державної премії України в галузі науки і техніки (1977, 1998, 2004). Кавалер ордена «За заслуги» ІІІ ступеня (2004).
Іноземний член Російської Академії наук та Академії наук Грузії. Член редколегій журналів: «Современная электрометаллургия» (Україна), «Теорія і практика металургії», «Металлургическая и горнорудная промышленность» (Україна), «Электрометаллургия», «Геология и полезные ископаемые мирового океана» (Україна), «Сталь» (Росія).
Лауреат 2012 року премії НАН України імені М. М. Доброхотова за монографію «Электротермия кремния» (у співавторстві).